# Historia de Nigeria

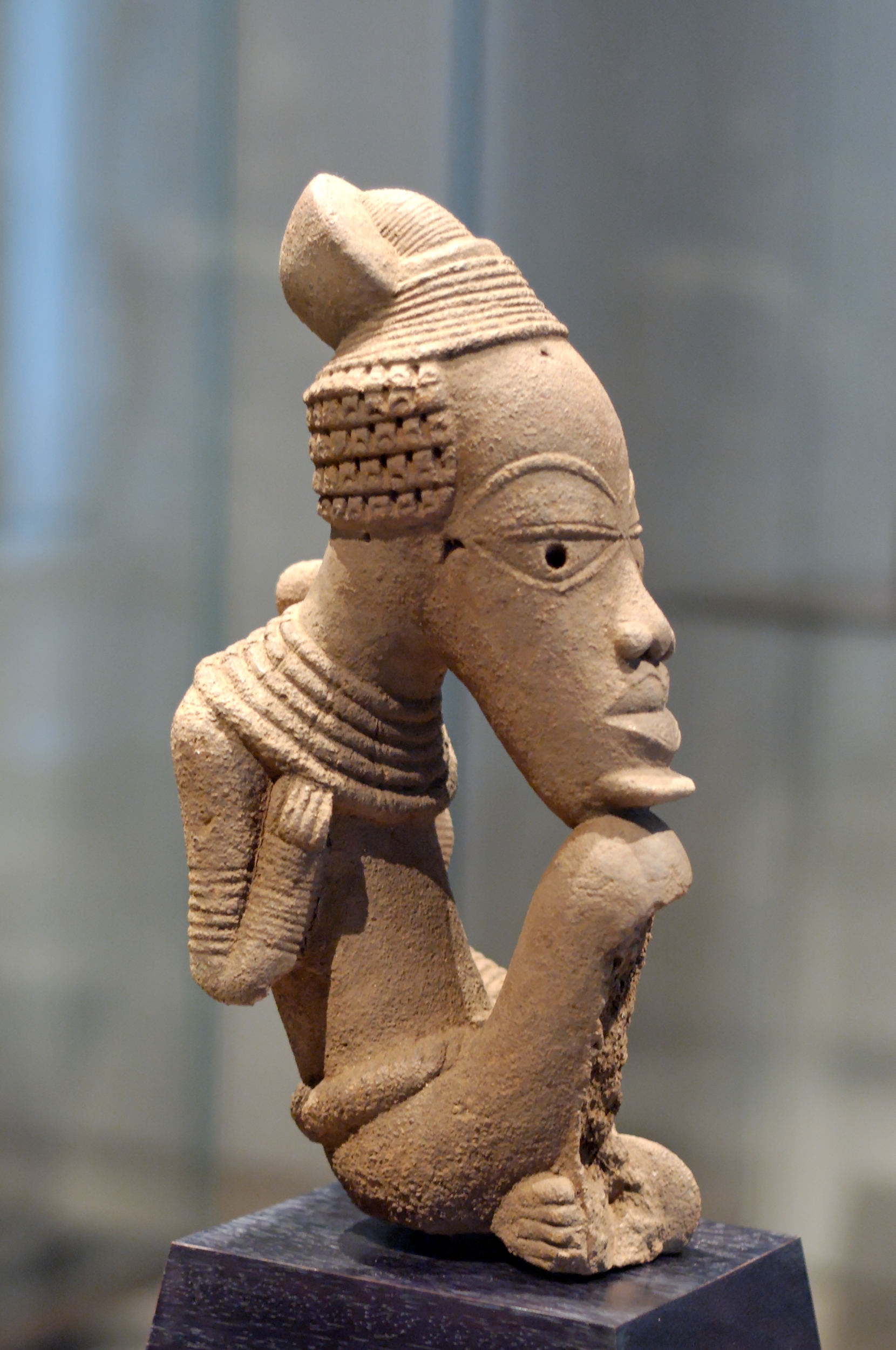
Imagen de terracota de la Cultura Nok, (Museo del Louvre)

La palabra Nigeria fue acuñada por la escritora británica Flora Shaw, para dar nombre a la colonia que su esposo, lord Frederick Lugard, ayudó a conquistar y organizar. Sin embargo, la historia de Nigeria tiene su inicio mucho antes de la época colonial.

## Prehistoria y primeras culturas
En tiempos prehistóricos, grupos de cazadores, pescadores, pastores y agricultores se fueron extendiendo progresivamente por la sabana nigeriana hasta la franja de bosque tropical. Las investigaciones arqueológicas han encontrado evidencias de la presencia humana en el suroeste de la actual Nigeria por lo menos 9000 años antes de la Era Cristiana

### Yoruba

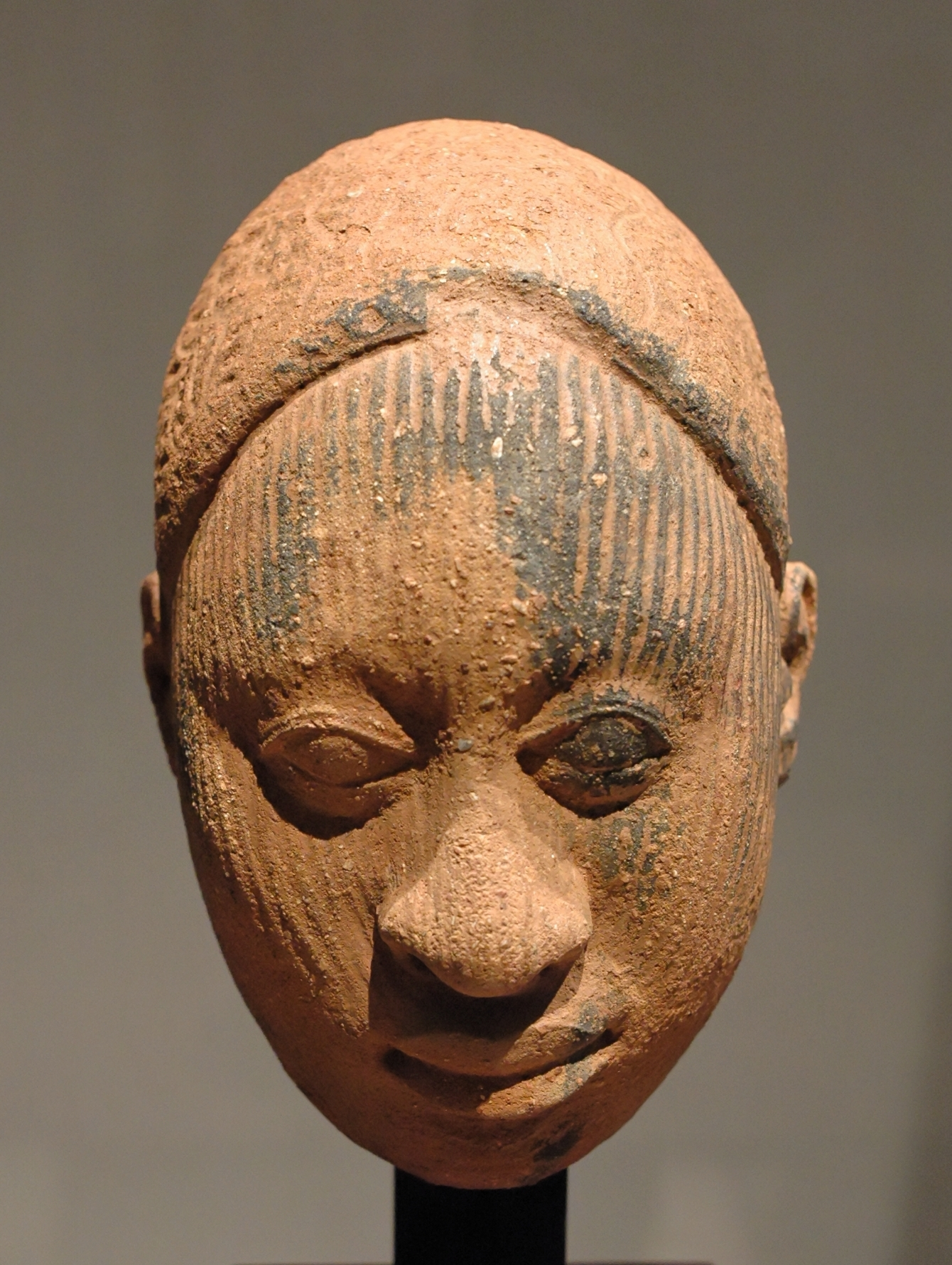
Cabeza masculina de terracota de Cultura de Ife, -)

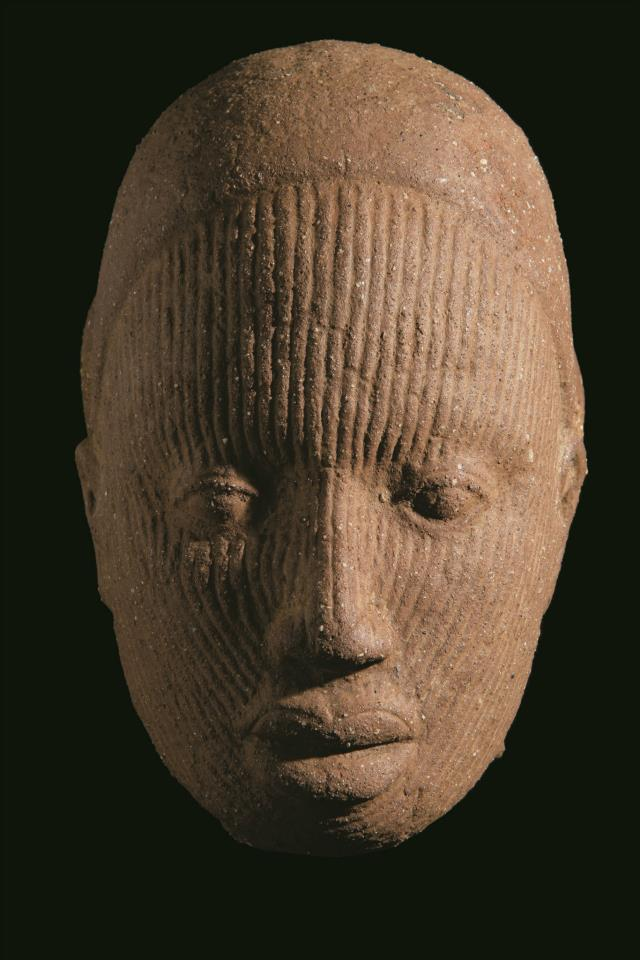
Cabeza personaje Femenino Ifé

Posteriormente, entre los siglos X y XIV, una nueva cultura nigeriana creció en torno a Ife, ciudad sagrada del pueblo yoruba. Características de ella son unas bellas cabezas humanas en latón y terracota, cuyas admirables facciones recuerdan las del arte griego del siglo VI a. C.; estas cabezas se utilizaban para el culto de los antepasados, en especial en las ceremonias religiosas, y también en las de circuncisión de los jóvenes. 

### Reino de Nri
También en el país ibo se han encontrado objetos de bronce y de cobre que denotan la existencia de una cultura avanzada entre los siglos VIII y X; el Estado ibo más temprano fue Nri, que surgió hacia el 900 d. C.

### Reino de Benín
Ligado a la tradición yoruba, surgió hacia el siglo XII el Reino de Benín, al suroeste del delta del río Níger, cuyo fundador fue, según parece, Eveka, príncipe procedente de Ife. De allí parece ser que también procedía la técnica que permitió el surgimiento de un arte estatuario en bronce muy estimable: cabezas de reyes y reinas, animales, bajo relieves que adornaban la fachada de los palacios reales, etc.

### Estados Hausa
La parte norte del país estuvo en contacto con los vecinos reinos de Ghana, Malí, Kanem-Bornu y Songhai y, a partir del siglo XIV, recibió influencias islámicas. En dicha zona, la mezcla de la población negra sudanesa con beréberes y árabes originó el pueblo hausa, que creó una organización política de ciudades-estado (Kano, Daura, Gobir, Katsina, Zaria, Biram, Rano) dedicadas al comercio de sal, oro y esclavos con los Estados del norte de África, y que alcanzaron su apogeo entre los siglos XV y XVII. Así, la ciudad de Kano se convirtió en un importante centro comercial y estuvo relacionada con el Sudán occidental.
La situación cambió con la llegada de los pastores fulanis (o peules) que, desde hacía tiempo, habían comenzado a penetrar con sus ganados en territorio hausa. En 1790, Usman dan Fodio, un fulani que vivía en el Estado hausa de Gobir, rompió con sus gobernantes y proclamó contra ellos la guerra santa, basándose en que los reyes hausa eran poco menos que paganos. El movimiento encabezado por Dan Fodio implicó la sustitución de las viejas dinastías hausa por emires fulanis, el más importante de los cuales será el de Sokoto.

### Imperio oyo
Durante el último tercio del siglo XV, la costa nigeriana fue explorada por los portugueses. En 1485 llegó a Benín la expedición de Joao Alfonso d'Aveiro -que trajo las primeras armas de fuego y las primeras semillas de coco-, iniciándose desde entonces un continuado comercio con los europeos, centrado principalmente en la trata de esclavos, a la vez que hacían su presencia los primeros misioneros cristianos. El tráfico de esclavos llegó a adquirir tal magnitud que la región pasó a conocerse como “Costa de los Esclavos”.
Cuando se estableció el comercio atlántico con las potencias europeas, algunas ciudades-estado locales, como Benín y la yoruba Oyo, se hicieron poderosas política y económicamente, mientras que otras, como Ife, declinaban, aunque esta última conservó su importancia como centro religioso. Oyo, al borde de la sabana entre Ife y el río Níger, supo explotar su posición para actuar como intermediario comercial y pudo organizar un ejército de caballería en las praderas libres de mosca tsé-tsé. Durante el siglo XVII, Oyo impuso su supremacía el reino de Nupé y sobre sus parientes yoruba, establecidos más al sur, y gran parte del comercio de esclavos de Nigeria se trasladó desde Benín a puertos como Badagri y Lagos.

## Periodo precolonial 1500-1800

### Estados Igbo
Otro importante exportador de esclavos fue la confederación liderada por los aro, un clan de origen “mixto” igbo e ibibio, cuya patria estaba en la región próxima al río Cross. Desde finales del siglo XVII, los aro construyeron una compleja red de alianzas y tratados con muchos de los clanes ibo y su famoso oráculo, Chukwu, pasó a ser sumamente respetado. Así, su influencia religiosa como sacerdotes del oráculo, junto con una combinación de perspicacia comercial y habilidad diplomática, permitió a los aro crear un importante imperio mercantil al este del Níger.
Los igbos del interior servían de intermediarios comerciales con los pueblos del litoral, que les vendían sal y les compraban esclavos para venderlos a los europeos. Eran una comunidad poco estructurada, aunque practicaron desde muy antiguo el comercio a larga distancia, como lo demuestra la utilización de minerales importados para la artesanía del bronce.

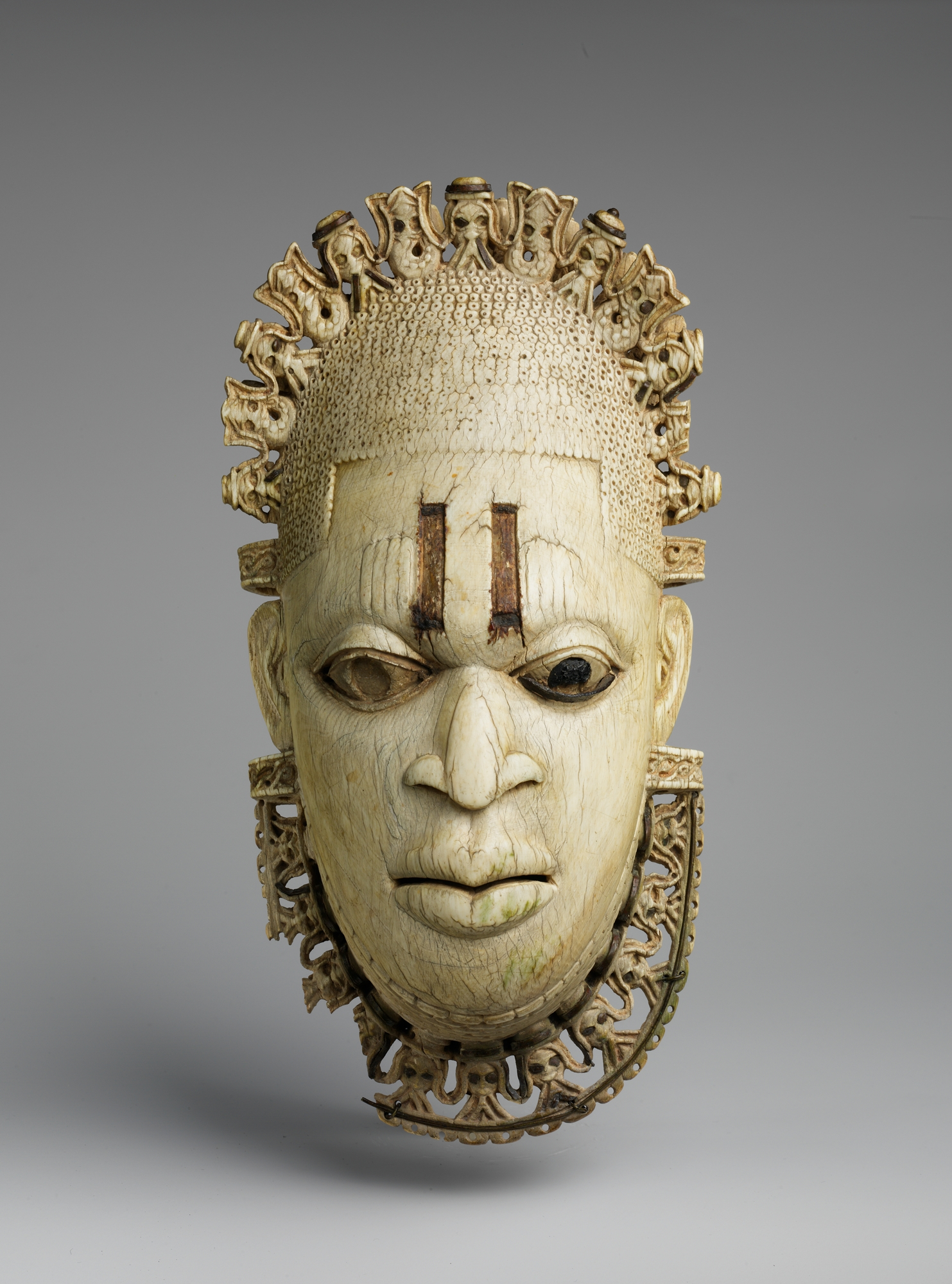
Máscara de marfil del Reino de Benín, (Nueva York, Metropolitan Museum of Art)

### Akwa Akpa (Vieja Calabar)
En el delta del Níger también se fueron constituyendo pequeños Estados para controlar los beneficios de la trata. Nos encontramos así frente a una multitud de pequeñas ciudades de constitución aparentemente “republicana” (Vieja Calabar, Brass) o monárquica (Bonny o Nueva Calabar), que utilizaban las instituciones tradicionales de las sociedades acéfalas, secretas, para mantener una apariencia de autoridad. El representante de la familia fundadora de la ciudad o aldea, que en la tradición africana gozaba de cierta preponderancia jerárquica, presidía la asamblea del pueblo; solía tener a su cargo la representación de la comunidad frente a los extranjeros a cuyos ojos aparecía como un verdadero jefe, aunque la mayoría de las veces no ejercía en absoluto la correspondiente autoridad. En la práctica el poder estaba en manos de una oligarquía de la riqueza que se apoyaba en el juego de las citadas asociaciones de carácter religioso o militar.

### Finales delsigloXVIII
Hacia finales del siglo XVIII, después de más de tres siglos de comercio europeo, en las costas de la actual Nigeria la influencia europea no se había dejado sentir demasiado y la de las misiones también había sido escasa; sólo los primeros portugueses se habían interesado en la expansión del cristianismo.
Fue en ese tiempo que comenzó la decadencia de Oyo y, con ella, una época de grandes cambios. Según la tradición, la descomposición del Imperio de Oyo se inició hacia 1793 cuando el alafin (rey) Aole cometió el sacrilegio de querer atacar la ciudad de Apomu, que dependía de Ife, ciudad santa de los yorubas. Al ser repudiado, se suicidó hacia 1796; siguió luego un interregno de una veintena de años, que fue un periodo de inestabilidad política y económica (1797-1817).
De hecho, la situación respondió en gran parte a las transformaciones que estaban comenzando a operarse tanto en el norte como en el sur. En el norte, los musulmanes fulani-hausa, bajo el mando de Osman dan Fodio, conquistaron el reino de Nupé y, desde allí, avanzaron hacia la región yoruba septentrional. La zona, en la que el Islam se convirtió en la religión de Estado, fue dividida en emiratos dependientes de Sokoto. La toma de Ilorin (1832) provocó la disgregación definitiva del Imperio de Oyo. La barrera fulani cerraba la principal fuente de esclavos y las luchas internas acabaron de sumir al país en la confusión. La población se vio obligada a emigrar en masa y a instalarse en las inmediaciones de la región boscosa, en el Nuevo Oyo, hacia 1837.
En el sur, a partir de la década de 1810, varios pueblos empezaron a sacudirse el yugo de Oyo y a combatir unos contra otros para extender sus fronteras y controlar las rutas comerciales. A consecuencia de estas guerras (las “guerras yorubas”), gran número de cautivos fue reducido a la esclavitud, convirtiéndose esta zona en uno de los mercados esclavistas más importantes de África occidental. Así, nuevos centros de poder -Ibadán, Abeokuta, Owo y Warri- pasaron a disputarse el control del tráfico negrero, en un momento en que los británicos no solo habían abandonado de dicho tráfico sino que, además, se dedicaban a perseguir a los barcos de los tratantes de esclavos. Bajo presión británica, la gran mayoría de las restantes potencias marítimas europeas aceptaron gradualmente declarar ilegal el comercio de personas.

## Periodo británico

### Abolición de la esclavitud
La abolición de la trata marcó un viraje decisivo en todo el sur de la actual Nigeria. La crisis fue superada por la readaptación de los jefes de la costa que organizaron un lucrativo mercado del aceite de palma, por lo que la zona fue denominada “los Ríos de Aceite” (Oil Rivers). El iniciador fue el rey Opubu “el Grande”, de Bonny (1792-1830), quien tomó la iniciativa de simultanear el tráfico de aceite con el de esclavos, basando su prosperidad en una flota de grandes piraguas armadas con pequeños cañones. Pero, el poderío de los pueblos mercaderes de la costa fue progresivamente quebrantado por el avance británico.

### Exploración
En 1830, los hermanos Richard y John Lander —Richard había sido el único superviviente de la expedición de Hugh Clapperton— que habían botado su embarcación en el Níger medio, llegaron, para estupor de todo el mundo, a los Ríos de Aceite, constatando con seguridad que estos constituían simplemente el delta del Níger, cuya desembocadura se ignoraba hasta entonces. El Reino Unido, que todavía no se había interesado oficialmente por esta región que parecía sin futuro, una vez que se hubo descubierto que se trataba del delta del Níger cambio de opinión. Los mercaderes británicos frecuentaron mucho más la zona y el cónsul británico en la isla de Fernando Poo fue declarado competente en los asuntos del delta.

### Colonia de Lagos
En 1861, con la excusa de evitar los enfrentamientos entre africanos, la ciudad de Lagos es ocupada y convertida en colonia de británica, iniciándose con ello la penetración. Veinte años después, el cónsul de Reino Unido en Fernando Poo pasó a residir en Calabar, teniendo bajo su jurisdicción todo el territorio costero desde Lagos a Camerún.
Paradójicamente, la gran depresión económica de 1873-1895 tuvo un efecto dinámico sobre la expansión europea: la exasperación de las rivalidades comerciales llevó a los comerciantes y a los administradores locales a promover un nuevo equilibrio político. De 1851 a 1881, el precio del aceite de palma cayó de 40 a 22 libras la tonelada. Frente a la reducción de sus márgenes de beneficios, las compañías de Lagos (12 en 1880, solo 5 en 1892) se vieron enfrentados a dos objetivos contradictorios: aumentar la masa del producto y el precio de las mercancías que intercambiaban con los nativos, todo al mismo tiempo. La crisis ocasionó una guerra comercial, no solo entre ingleses y franceses, sino también entre europeos y africanos. Los Estados productores nativos también tomaron medidas coercitivas; el fraude aumentó por ambas partes y el cierre de las rutas comerciales se hizo cada vez más frecuente. Al mismo tiempo, como muchos jefes del interior vivían aún del comercio negrero de contrabando, cuando este resultó impracticable recurrieron, de manera natural, a sus procedimientos tradicionales: el saqueo de los vasallos y el tributo. Pero, estos métodos parecían cada vez más anacrónicos en el mundo del capitalismo internacional. Ello dio lugar a la intensificación del movimiento intervencionista: los comerciantes británicos reclamaron protección, superflua mientras los negocios habían sido prósperos. La Cámara de Comercio de Lagos, vinculada con los puertos de la metrópoli, responsabilizó del marasmo a las jefaturas nativas. Las compañías estaban apoyadas por los administradores locales quienes, inquietos al ver avanzar a los franceses y alemanes en las regiones vecinas y deseosos de paliar la mediocridad del presupuesto colonial mediante la expansión hacia el interior de los ingresos aduaneros, mostraron la tendencia a colocar, en muchos casos, a la metrópoli ante los hechos consumados. 
Un negociante británico oriundo de la isla de Man, George Goldie, más tarde sir George Taubmann Goldie, se interesó por el Níger a partir de 1877. Tomó rápidamente el control del comercio en el delta y constituyó la United African Co., que en 1882 se convirtió en la National African Co. Ltd. En cierta medida repite la operación de Cecil Rhodes en África del Sur y, en convivencia con el Gobierno británico, remonta el curso del Níger que los franceses están intentando descender desde el interior.

### Protectorado del delta nigerino
No obstante, al anunciarse la convocatoria a la Conferencia de Berlín sobre África, el Gobierno británico decide que es hora de intervenir de manera oficial. En 1884 envía un agente, Hewett, provisto con el título de cónsul de Calabar, para que concluya oficialmente acuerdos con los jefes locales del delta del Níger. Al año siguiente, el Parlamento británico ratifica los acuerdos alcanzados en la Conferencia de Berlín y constituye el protectorado del delta nigerino (Oil Rivers Protectorate), cuya sede estaba en Calabar. Pero, durante largo tiempo, este protectorado permaneció siendo meramente teórico.
En realidad, continuaba siendo Goldie el que actuaba. Es su compañía, que remonta el Níger, la que va a concluir acuerdos en el país hausa, principalmente con el emir de Sokoto. En 1886, la firma recibe del Gobierno británico el monopolio del comercio en el Bajo Níger, convirtiéndose en la compañía privilegiada Royal Niger Co., chartered and limited, inesperado medio de respetar el compromiso tomado en Berlín sobre el control de la navegación en el río con los menores gastos. Sin embargo, Goldie debe defender su monopolio contra las empresas de los franceses, que comienzan a descender el Níger. Una expedición francesa sobre el río es rechazada en 1889 por una tribu aliada de la compañía.

### Conquista militar

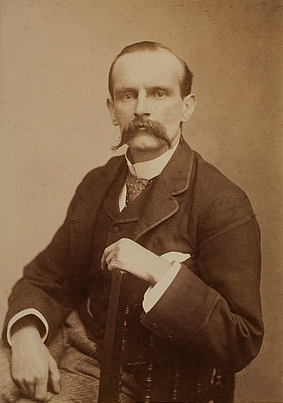
Lord Frederick Lugard.

Pero, habiendo los franceses sometido Dahomey, Goldie teme por sus proyectos en el país hausa y pide ayuda a Frederick Lugard, un antiguo oficial del ejército de la India reclutado por la African Lakes Co. en 1888 y que ya ha dado pruebas de sus dotes como militar y administrador pacificando Uganda. Lugard toma el mando del ejército privado de la compañía de Goldie (subvencionada, por otra parte, por el Gobierno británico) y en 1897 comienza a ejercer su autoridad en el norte del territorio que se llamará Nigeria. Pero, los tratados firmados apresuradamente por la Compañía con los emires y con el sultán de Sokoto se convierten prácticamente en letra muerta. Sus campañas contra el Nupe y contra Ilorin marcaron el declive de una empresa que, finalmente, fue incapaz de establecer unas redes comerciales serias y que no estaba en condiciones de asumir al mismo tiempo una verdadera guerra de conquista contra los nativos y contra las ambiciones francesas. En 1898, un acuerdo franco-británico delimita las fronteras, permitiendo a los franceses el acceso al Chad. La Compañía pierde su monopolio, aunque continúa su actividad comercial tomando el nombre de United Africa Co. (recordando la primitiva designación de United African), asociada a la firma Unilever para la explotación del aceite de palma y prácticamente absorbida por ella.
El 1 de enero de 1900, se constituye el Protectorado del Norte de Nigeria (Northern Nigeria Protectorate) y Lugard es nombrado alto comisario del mismo. Su tarea va a consistir, por una parte, en poner término al tráfico de esclavos existente en los emiratos fulanis (necesitará varios años para casi conseguirlo) y, por otra, en cortar el camino a cualquier intento de avance francés, con el fin de organizar el protectorado. Lugard instituye entonces el sistema, típicamente británico, de la administración indirecta y de las “native authorities”, limitando la intervención de los agentes británicos al mantenimiento del orden, la limitación del tráfico comercial con las posesiones francesas y la supresión del tráfico de esclavos.
El sur de Nigeria forma también un protectorado, separado en principio de la colonia y el protectorado de Lagos, que se extiende sobre el país yoruba. Este Protectorado del Sur de Nigeria (Southern Nigeria Protectorate) se anexiona también el reino de Benín, que había sido ocupado militarmente por los británicos en 1897.
En 1906, la colonia y el protectorado de Lagos se fusionan con el Protectorado del Sur de Nigeria. Finalmente, para completar la unificación, se recurre nuevamente a sir Frederick, que a la sazón se encontraba en Hong Kong, y en 1912 se le confía el gobierno de los dos protectorados, el del Norte y el del Sur. Dos años después, es nombrado gobernador de la nueva y unificada Colonia de Nigeria, que se acaba de crear. Los emires norteños son mantenidos, obviamente bajo supervisión británica, lo mismo que el Consejo legislativo de Lagos que, por su parte, debe incorporar dos africanos. El gobernador general de la colonia va a estar asistido por un Gran Consejo compuesto por funcionarios, que forman la mayoría, por siete hombres de negocios británicos y por seis jefes africanos. Se prohíbe a los europeos poseer tierras y las escuelas coránicas tradicionales se mantienen en el norte y las misiones cristianas en el sur.

### Nigeria colonia británica

Bandera de la Colonia de Nigeria

Apenas organizada la colonia, estalló la Primera Guerra Mundial (agosto de 1914), durante la cual las tropas nigerianas, dirigidas por los generales británicos Charles Dobell y Frederick Cunliffe, intervinieron activamente en la conquista de Camerún y posteriormente en la campaña del África Oriental Alemana. Mientras duró el conflicto, el gobierno colonial destinó una gran parte del presupuesto nigeriano al esfuerzo de guerra imperial. Además, Lugard tomó medidas para incrementar la recaudación impositiva lo que originó un fuerte descontento, especialmente en el sur, y contribuyó a provocar disturbios y protestas contra la política británica. En 1919, Hugh Clifford sucedió a Lugard como gobernador general.
En 1920, la Liga de Naciones asignó la zona noroeste del antiguo Camerún alemán al Reino Unido, que las administró como la parte de Nigeria, y pronto este país se transformó en una de las colonias que mayores beneficios brindaba al Reino Unido. Situado por entero fuera de la zona desértica, sus recursos eran numerosos: en el norte se cultivaba el cacahuete, el mijo y el algodón y la cría de animales domésticos era importante; en las húmedas sabanas y selvas del sur se obtenía aceite de palma, cacao y maderas; a esto había que añadirle importantes recursos minerales. Existían buenos puertos y una excelente vía de penetración por los ríos Níger y Benue, complementada por una red de ferrocarriles. Pero, había un problema: la diversidad de poblaciones. Se contaban más de 250 dialectos y la única lengua de comunicación era el inglés; de ahí que se llamara a Nigeria "la India de África". 
Es que el país era el resultado de la división y del montaje efectuados por lord Lugard antes de la Primera Guerra Mundial, y pocas cosas vinculaban a las tres regiones en que la colonia fue subdividida. El Norte estaba principalmente poblado por los hausas y los fulanis, pero a estos pueblos musulmanes se sumaban poblaciones paganas muy diversas (tivs, nupes); en el Oeste dominaban los yorubas y sus parientes los binis, musulmanes y cristianos protestantes, mientras que en el Este eran mayoría los ibos, entre los que la acción de los misioneros cristianos -principalmente católicos- tuvo grandes éxitos.
A estas diferencias étnicas y religiosas añadieron las de la evolución. Como en otras partes, las regiones costeras, en contacto desde hacía mucho tiempo con los europeos, tomaron ventaja en el campo de la occidentalización y de la enseñanza. Numerosos nigerianos de esas zonas, en su mayoría ibos, estudiaron e incluso se doctoraron en universidades europeas y estadounidenses, surgiendo poco a poco una élite educada y bien formada. Así, los ibos fueron ocupando, por su nivel de formación y su espíritu de iniciativa, importantes posiciones en la administración pública, en las empresas y en las fuerzas de seguridad, extendiéndose por todo el país. Pero esto, junto con cierta tendencia a considerarse indispensables, hizo que sus compatriotas les tomaran poco aprecio. Los ibos también proporcionaron a Nigeria su primer gran líder político, Nnamdi Azikiwe.
Benjamin Nnamdi Azikiwe, familiarmente llamado "Zik" era un ibo nacido, sin embargo, en Nigeria del Norte. Después de haber estudiado en Pensilvania, vuelve a Lagos en 1934 y funda un movimiento de juventud, el Nigeria Youth Movement (NYM) y varios periódicos ("la prensa Zik").
No obstante, en 1941 un yoruba, Obafemi Awolowo, que había estudiado en Londres, quitó a Azikiwe el control del movimiento juvenil y, posteriormente, lo reorganizó como un partido político predominantemente yoruba, el Grupo de Acción. En 1944, Azikiwe volvió al país ibo para fundar allí un movimiento político, el Consejo Nacional de Nigeria y los Camerunés (National Council of Nigeria and the Cameroons), que reclamó la independencia de Nigeria dentro del marco de la Commonwealth.
Los territorios del Norte, por su parte, quedaron fuera del movimiento político; los emires, en el fondo, se acomodaron muy bien a la tutela británica y no tenían que esperar nada bueno de una independencia total, de una democratización de las masas y de una difusión de la actividad de la actividad política.

## La Independencia
En los años que siguieron a la Segunda Guerra Mundial, el nacionalismo se extendió entre los africanos y Gran Bretaña comenzó a adoptar medidas para que estos comenzaran a participar en la administración. En 1946, el gobernador sir Arthur Richard promulgó una constitución -la llamada “Constitución Richard”-, que consagró la división del país en tres regiones (Norte, Oeste y Este), cada una de las cuales dispondría de una asamblea autónoma; la capital, Lagos, formaría un distrito aparte. Además, estableció un Consejo Legislativo federal cuyos miembros eran designados casi en su totalidad. La introducción del principio federal, señaló el reconocimiento definitivo de la diversidad del país. Pero, aunque realista en su valoración de la situación de Nigeria, la “Constitución Richards”, considerada por su propio autor como una institución de transición, indudablemente intensificó el regionalismo como una alternativa a la unificación política y terminó por no dar satisfacción a nadie.

### Constitución Macpherson
Un nuevo gobernador, sir John Macpherson, trató de canalizar los reclamos por una mayor autonomía, que dieron por resultado la convocatoria a una conferencia interparlamentaria en Ibadán en 1950, donde se bosquejaron los términos de una nueva constitución. La llamada “Constitución Macpherson”, que entró en vigencia al año siguiente, creó una Cámara de Representantes federal, compuesta por un presidente y 184 miembros elegidos por las asambleas regionales, y un gobierno central integrado por seis miembros oficiales y doce elegidos por la Cámara. 

### Constitución Lyttleton
Las revisiones subsecuentes incorporadas en la nueva “Constitución Lyttleton”, promulgada en 1954, establecieron firmemente el principio federal y pavimentaron el camino hacia la independencia. Dicha constitución estableció un Consejo de ministros, bajo la presidencia del gobernador general británico (sir James Wilson Robertson, desde junio de 1955) que representaba a la reina. El número de ministros era de 10, tres procedentes de cada una de las regiones y uno del Camerún.
En mayo de 1957 se reunió en Londres la Conferencia Constitucional de Nigeria, presidida por el ministro británico de Colonias, Lennox-Boyd, con el fin de preparar una nueva serie de reformas conducentes a la independencia del país. Entre sus acuerdos se estimó la conveniencia de nombrar un primer ministro federal y, el 30 de agosto de 1957, el primer ministro de la región Norte, Abubakar Tafawa Balewa, fue nombrado para ese cargo. Su gobierno guio el país durante los siguientes tres años, operando con una autonomía casi completa en los asuntos interiores.
Esta organización favorecía a los intereses británicos, pues la unión “artificial” de pueblos muy distintos iba a ser causa segura de discordias y de debilidad del país; de ella también se beneficiaban los líderes tribales de la región Norte, la más poblada, que podían dominar la Cámara de Representantes.

### Estado independiente
Finalmente, el 1 de octubre de 1960, Nigeria se convirtió en un Estado independiente. Ese día, en una colorida ceremonia celebrada en Lagos, la princesa Alejandra de Kent, en representación de la reina Isabel II del Reino Unido, entregó al primer ministro nigeriano, sir Abubakar Tafawa Balewa, los documentos de ratificación de la independencia. Con este acto, al que asistieron numerosas personalidades extranjeras representantes de unos sesenta países -entre ellas el gobernador neoyorquino Nelson Rockefeller-, Nigeria se transformó en la mayor nación soberana de África y en el 16° Estado de ese continente que obtenía la independencia ese mismo año. Solo un incidente empañó las celebraciones por el magno acontecimiento: unos días antes, tribus de la región septentrional desencadenaron una serie de actos violentos debido al comportamiento tiránico de ciertos jefes locales; hubo casi un centenar de muertos y varios centenares de detenidos.
El nuevo país adoptó la forma monárquica de gobierno. El jefe de Estado era la soberana británica, representada por un gobernador general, mientras que el jefe de Gobierno era el primer ministro. Al cesar el gobernador británico, sir James Robertson, el cargo pasó a ser desempeñado por el doctor Nnamdi Azikiwe, continuando como primer ministro Tafawa Balewa. La constitución en vigor previa una estructura federal, con una autoridad central y las tres regiones parcialmente autónomas (Norte, Oeste y Este) ya mencionadas. El gobierno central tenía jurisdicción sobre relaciones exteriores, defensa, bancos, aduanas y comunicaciones. El parlamento comprendía dos cámaras: una Cámara de Representantes elegida por sufragio universal y un Senado compuesto por doce miembros por cada región, más cuatro por Lagos y cuatro designados.

### Partidos políticos
En la Nigeria federal se dio una apariencia de democracia parlamentaria en lo que respecta al gobierno central, pero cada una de las tres regiones principales estaba dominada de hecho por un partido político.
- Congreso de los Pueblos del Norte. En el Norte, que tenía la mitad de los escaños parlamentarios, el poder era monopolizado por el Congreso de los Pueblos del Norte (Northern People's Congress – NPC), que no se trataba de un partido democrático, sino simplemente de la conjunción de los musulmanes y tradicionalistas emires fulani-hausas, cuyas “administraciones nativas” habían sido favorecidas por el dominio británico.
- Grupo de Acción. En la región Oeste dominaba el Grupo de Acción (Action Group) de Awolowo.
- Congreso Nacional de Ciudadanos Nigerianos. En la región Este el Congreso Nacional de Ciudadanos Nigerianos (National Council of Nigerian Citizens – NCNC) de Azikiwe.

Para controlar el gobierno federal, el NPC y el NCNC concertaron una alianza de conveniencia que se mantuvo durante los tres años inmediatamente posteriores a la independencia, a pesar de la muy distinta naturaleza de las dos agrupaciones: mientras la primera se caracterizaba por ser regionalista, musulmana y aristocrática, la segunda era nacionalista, cristiana y populista.

### Crisis política de 1962
En 1962, estalló una crisis política en la región Oeste a raíz de la diferencia de criterios entre los dos principales dirigentes del Grupo de Acción: el jefe Awolowo, líder de la oposición en el parlamento federal, y Samuel Akintola, primer ministro regional. Awolowo favorecía la adopción del socialismo democrático como política partidaria, siguiendo la línea ideológica del régimen de Kwame Nkrumah en Ghana. La ideología radical que Awolowo expresaba, contraria a sus posiciones más tempranas se vio como un intento de transformar al Grupo de Acción en un partido interregional que captara el apoyo de los votantes más jóvenes y educados de todo el país, cuyas expectativas se veían frustradas por el desempleo y el creciente costo de vida. Akintola, por el contrario, intentó retener el apoyo de los sectores conservadores del partido, que se sintieron perturbados por la retórica de Awolowo, y de las autoridades federales. En mayo de 1962, luego de sangrientos enfrentamientos entre los partidarios de ambos dirigentes, el Gobierno federal declaró el estado de emergencia en la región Oeste, disolvió la legislatura regional y nombró a un administrador federal, uno de cuyos primeros actos fue poner a muchos partidarios de Awolowo bajo arresto domiciliario.
A finales de ese año, Awolowo y a sus principales colaboradores fueron procesados bajo la acusación de proyectar hacerse con el poder federal mediante el uso de la fuerza. Akintola se desligó de entonces del Grupo de Acción, creando una nueva agrupación, el Partido Popular Unido, con sus seguidores de tendencia moderada. El proceso contra Awolowo, terminó en septiembre de 1963, con la condena de aquel a diez años de cárcel; otros 17 imputados recibieron penas inferiores. Ante el tribunal, Awolowo declaró: “Es una ironía de la historia que sea uno de los arquitectos de la independencia nigeriana y haya pasado los tres primeros años de esa independencia en una u otra forma de confinamiento”. En un juicio aparte fue juzgado el jefe Anthony Enahoro, colaborador de Awolowo, que se había refugiado en Gran Bretaña, pero al que le fue negado el asilo político y devuelto a Nigeria en cumplimiento de una demanda de extradición; extradición que generó vivas controversias en los medios políticos británicos. Enahoro finalmente fue condenado a quince años de cárcel. Este gran proceso contra el principal partido de la oposición, comenzó a suscitar serias dudas acerca de la viabilidad del sistema parlamentario nigeriano.

## La Primera República
El 1 de octubre de 1963, el país cambió su forma de gobierno, de Monarquía a República, permaneciendo dentro de la Commonwealth y conservando su estructura federal. La reina Isabel II de Gran Bretaña fue sustituida por Nnamdi Azikiwe en la jefatura del Estado. Azikiwe, gobernador general desde la independencia, fue elegido presidente para un periodo de cinco años por un colegio electoral compuesto por los miembros de la Cámara de Representantes y del Senado. En el cargo de primer ministro permaneció el norteño Abubakar Tafawa Balewa.

### Elecciones generales

#### Preparativos
El año 1964 estuvo marcado por los preparativos para las elecciones generales, las primeras de ese tipo desde la independencia, que tendrían lugar en diciembre. Samuel Akintola reorganizó el Partido Popular Unido, mediante la incorporación de algunos disidentes del Congreso Nacional de Ciudadanos Nigerianos, y cambió su nombre por el de Partido Nacional Democrático Nigeriano (Nigerian National Democratic Party - NNDP). Esta nueva agrupación política, con mayoría en la Asamblea de la región Oeste, intentó reemplazar al Grupo de Acción, que había sido el representante más calificado de esa región y que prácticamente había desaparecido como resultado del affair Awolowo. Antes de las elecciones, el Partido Nacional Democrático Nigeriano de Akintola pactó una alianza con el Congreso de los Pueblos del Norte y otros partidos menores del sur, que adoptó el nombre de Alianza Nacional Nigeriana (Nigerian National Alliance -NNA).
Paralelamente, la coalición entre los ibos orientales y los hausas septentrionales que, de hecho, había gobernado el país desde la independencia, se rompió antes de las elecciones. El NCNC, agrupación mayoritaria en la región Este, acusó al partido de Akintola de ser una "herramienta del NPC" y el primer ministro de dicha región, doctor Okpara, se alió con los remanentes del Grupo de Acción formando la Gran Alianza Progresista Unida (United Progressive Grand Alliance - UPGA).
No sorprendentemente, la NNA adoptó una plataforma que reflejaba las ideas de la élite política norteña y agitó el miedo de los yoruba ante la posibilidad de que los ibos dominaran el gobierno federal. La UPGA, por su parte, presentó un programa reformista que, entre otras cosas, proponía dividir el país en Estados que reflejaran mejor su diversidad étnica. Las elecciones quedaron, pues, planteadas entre dos grandes bloques: uno representativo del régimen aristocrático del Norte, y otro, encabezado por los dirigentes ibos de la región Este, de tendencia más avanzada y popular.
La tensión aumentó a medida que se acercaba el 30 de diciembre, fecha fijada para las elecciones. El doctor Okpara denunció los abusos electorales que se preparaban en la región Oeste y en la región Norte, principalmente el encarcelamiento de los candidatos opositores a los partidos dominantes en esas regiones.

#### Censo
Otro motivo de queja era el censo nacional de población que se había realizado en 1963, de importantes implicaciones políticas ya que por él debía determinarse el número de bancas que le correspondían a cada región en la Cámara de Representantes federal. El censo reportó, en principio, una población de 60.5 millones, qué varios expertos consideraron increíblemente alta. Diversos “ajustes” finalmente llevaron la cifra a 55.6 millones, incluyendo 29.8 millones en la región Norte (54 % de la población total del país), cifra que fue aceptada por el gobierno federal, quedando así la representación legislativa prácticamente inalterada y frustradas las esperanzas del sur de acabar con el predominio político norteño. Los líderes del NCNC acusaron públicamente al gobierno de la región Norte de fraude, una imputación que fue negada tanto por Tafawa Balewa, primer ministro federal, como por Ahmadu Bello, primer ministro regional.

#### Boicot
La Gran Alianza Progresista Unida, dirigida por Okpara y que contaba con la simpatía del presidente Azikiwe, decidió boicotear las elecciones. En vísperas de la consulta electoral, el presidente convocó a los primeros ministros regionales para tratar de encontrar una solución. Pero, la reunión fracasó por la incomparencia del primer ministro de la región Norte, sir Ahmadu Bello, sardauna de Sokoto y hombre fuerte del NPC, que alegó que dicha reunión era para poner en entredicho la unidad de Nigeria, y acusó específicamente a los dirigentes del NCNC de buscar la secesión de la región Este.

#### Resultados
La situación política del país entró así en un progresivo proceso de desintegración. Las elecciones federales finalmente se celebraron en la fecha prevista (30 de diciembre de 1964) a pesar boicot declarado por la Gran Alianza Progresista Unida, cuyo éxito fue parcial, ya que solo 54 de las 312 bancas de la Cámara de Representantes quedaron vacantes. Sin embargo, el presidente Aziwike se negó a nombrar un nuevo primer ministro. Al final, Tafawa Balewa, uno de los dirigentes de la Alianza Nacional Nigeriana –que había obtenido 198 bancas-, saldó sus diferencias con Azikiwe sobre la base de un acuerdo que incluía, entre otros puntos, la renovación del sistema electoral, y fue designado nuevamente primer ministro. El nuevo gabinete, de 17 miembros, era casi enteramente monocolor –de la Alianza Nacional-, excepto dos carteras.
La celebración de elecciones en las regiones anteriormente boicoteadas por la oposición, el 18 de marzo de 1965, dio el triunfo a la Gran Alianza Progresista Unida con 51 de las 54 bancas en disputa, por lo que su representación parlamentaria ascendió a 108 diputados, frente a 199 del partido gubernamental. La tensión política siguió aumentando y llegó a un punto álgido con motivo de los comicios regionales que se celebraron el 11 de octubre en la región Oeste, que se convirtió en un verdadero campo de batalla entre los seguidores del Partido Nacional Democrático Nigeriano y los del Grupo de Acción / Gran Alianza Progresista Unida. Cuando la primera agrupación ganó las mencionadas elecciones, sus rivales protestaron violentamente, produciéndose graves disturbios que causaron decenas de muertos. Al finalizar el año la situación era explosiva.
Durante todos estos años, la política exterior nigeriana fue marcadamente favorable a Occidente, aunque el gobierno federal se declarara fiel al principio de neutralidad. Nigeria recibió un contingente de 400 miembros del Cuerpo de Paz estadounidense, el más numeroso de entre todos los países africanos, integrado en su mayoría por maestros y profesores. En julio de 1965, Nigeria concluyó las negociaciones para su asociación con el Mercado Común Europeo, noticia que en el país africano causó cierto escepticismo, pues este quedaría relegado a suministrar materias primas a Europa.
Tanto los juicios contra Awolowo y sus seguidores como los abusos electorales, debilitaron severamente la confianza pública en el sistema político y judicial. Las prácticas corruptas estaban ampliamente extendidas, incluidas la intimidación de opositores, manipulación de la constitución y las cortes, desviación de fondos públicos a los partidos y el uso privado, fraudes electorales y la corrupción de funcionarios públicos cuyos patrocinadores políticos esperaban que ellos pusieran los intereses del partido por delante de sus responsabilidades legales.

### Revuelta de 1966
El 15 de enero de 1966, al término de la conferencia extraordinaria de la Commonwealth que se había reunido en Lagos para tratar la cuestión de Rodesia, un grupo de jóvenes oficiales del Ejército, en su mayoría ibos, liderados por el mayor Chukwuma Nzeogwu, se rebelan y asesinan al primer ministro federal Abubakar Tafawa Balewa, así como al premier de la región Norte, sir Ahmadu Bello, junto con otros altos funcionarios federales y regionales y hieren de gravedad al líder del Oeste, Samuel Akintola. Esta revuelta, cuyos organizadores bautizaron con el nombre en código de “Operación Damisa” (Leopardo), fue el golpe de Estado más sangriento que África había presenciado hasta entonces.
Sin embargo, buena parte del Ejército permaneció fiel al Gobierno y su comandante en jefe, general Johnson Aguiyi-Ironsi, quien rápidamente encarceló a los revoltosos, restableció el orden e instauró un régimen militar, convirtiéndose en jefe de Estado en reemplazo del presidente Akintola, que se encontraba en Londres recibiendo tratamiento médico. El general Aguiyi-Ironsi, un ibo de religión católica, conocido afectuosamente como “Johnny Ironside” desde su época de comandante en jefe de las fuerzas de las Naciones Unidas en el República Democrática del Congo, suspendió la constitución, disolvió todos los cuerpos legislativos, prohibió los partidos políticos, nombró gobernadores militares en todas las regiones y formó a un gobierno, integrado por un Consejo Supremo Militar y un Consejo Ejecutivo federal. Mientras tanto, creció el resentimiento en las regiones Norte y Oeste donde el golpe militar fue interpretado como una maniobra de los ibos para hacerse con el poder.
Ironsi y sus colaboradores se mostraron partidarios de constituir un Estado unitario frente a la solución federal precedente, ya que pensaban que así se eliminaría el regionalismo intransigente que había bloqueado al progreso político y económico del país. Un decreto emitido en marzo abolió la federación, unificándose los servicios civiles federales y regionales. Paralelamente, una comisión de expertos civiles, principalmente ibos, comenzó a trabajar en la elaboración de una nueva constitución que mantendría un gobierno unitario centralizado, como el NCNC había propiciado desde los años cincuenta.

### Golpe de Estado de 1966
Sin embargo, la decisión gubernamental de abolir el sistema federal produjo grandes brotes de violencia, especialmente en la región Norte, donde el temor a una dominación de la etnia ibo provocó el estallido de un verdadero pogrom que acabó con la vida de centenares de ibos residentes allí. El 28 de julio, un grupo de oficiales oriundos del Norte, llevó a cabo un nuevo golpe de Estado, en el curso del cual el general Aguiyi-Ironsi es asesinado junto con otros oficiales ibos. La rebelión encontró escasa resistencia en la región septentrional, pero hubo sangrientos enfrentamientos en la capital, Abeokuta e Ibadán.
El caos se extendió por el país durante tres días, hasta que el teniente coronel Yakubu Gowon, un cristiano perteneciente a una de las minorías étnicas de la región Norte (los angas), consiguió hacerse con las riendas del poder. Oficial joven y relativamente oscuro, que se desempeñaba como jefe del Estado Mayor del Ejército, Yakubu "Jack" Gowon no había estado envuelto en la organización del golpe, pero disfrutaba de amplio apoyo entre las tropas norteñas, como consecuencia de lo cual pudo llegar a la presidencia del Gobierno. Inmediatamente, procedió a restablecer el federalismo, a la par que ponía en libertad a los dirigentes políticos yorubas Awolowo y Enahoro.
Pero, la situación estaba lejos de tranquilizarse. En septiembre de 1966, Radio Cotonou, en el vecino Dahomey (hoy República de Benín), transmitió la noticia de que algunos ciudadanos del Norte habían sido asesinados en la región Este. Sin esperar a que se confirmara la veracidad de tal noticia, en la región Norte, la población salió a las calles y masacró a millares de civiles ibos. Aterrados, muchísimos miembros de esta etnia –se habló de cerca de un millón- emigraron a le región Este.
Estos acontecimientos hicieron que los sentimientos secesionistas fueran ganando terreno entre los ibos, y un incidente pareció confirmar los temores de escisión: en noviembre, un avión piloteado por un estadounidense con siete toneladas de armas con destino a la región Este se estrelló en Camerún. En efecto, el gobernador de dicha zona, teniente coronel Odumegwu Ojukwu, había comenzado a armarse para defender una posible secesión de su región. Gowon declaró inmediatamente que reprimiría cualquier brote secesionista y reorganizó el Ejército.

## Guerra civil 1967-1970
Tras prolongadas negociaciones entre Gowon y Ojukwu no se llegó a ningún acuerdo y, a principios de mayo de 1967, el Gobierno federal inició un bloqueo postal y de telecomunicaciones contra la región Este, la cual, semanas antes, había ya congelado el envío a Lagos de los impuestos federales. Los acontecimientos se deterioraron de tal forma que el 27 de mayo Gowon estableció, por decreto, que Nigeria cambiaría su estructura federal, pasando el país a estar dividido en doce regiones en vez de cuatro. Esto implicaba la división de la región Este, patria de los ibos, en tres distritos separados. El 30 de mayo, Ojukwu se desquitó proclamando la independencia de su región con el nombre de República de Biafra, iniciándose una sangrienta guerra civil que habría de prolongarse por 31 meses.
Al igual que en el Congo la rica provincia cuprífera de Katanga quiso separarse del Estado congoleño, también en este caso Ojukwu intentó convertir en un país independiente a la zona de Nigeria más rica en yacimientos de petróleo. Por ello, los intereses de las compañías extranjeras no dejaron de influir en estos acontecimientos.
Los biafreños se lanzaron al ataque y ocuparon la mayor parte del área comprendida entre las ciudades de Benín y Lagos, con la esperanza que la población del Oeste hiciera causa común con ellos contra los del Norte. Pero, esta intrépida jugada falló y, a fines del verano de 1967, la guerra civil comenzó a decantarse a favor del gobierno federal; Enugu, capital de Biafra cayó el 10 de octubre. A partir de entonces el avance de las tropas federales fue continuo, aunque lento, por lo que la campaña se convirtió en una serie de saqueos y matanzas de la que fue víctima la población civil.
A pesar del reconocimiento que obtuvo de algunos países (Tanzania, Zambia, Costa de Marfil, Gabón, Haití) y de la ayuda militar que recibió, principalmente de Portugal y Francia, Biafra no pudo superar el apoyo que Reino Unido y la Unión Soviética prestaron a Gowon.
La caída de Port Harcourt (24 de mayo de 1968) cortó la salida al mar de las fuerzas secesionistas y la joven república quedó reducida a un enclave en el corazón del país ibo, abarrotado de refugiados hambrientos. La suerte de la población de Biafra conmovió al mundo, pero, a pesar de los espectaculares intentos aéreos de ayuda internacional, se produjo una hambruna desastrosa. A principios del verano de 1968 se estimaba que cerca de tres mil personas morían diariamente de inanición.
En abril de 1969, las fuerzas federales tomaron las ciudades de Umuahia, capital administrativa de Biafra, y Owerri. Esta última fue recuperada el 25 de abril por los biafreños que, en el mes de mayo, lanzaron una ofensiva desesperada con el objetivo de prolongar la existencia de la nación separatista el máximo posible. En este mismo mes, Biafra empezó a bombardear los campos de aviación militares y las instalaciones petrolíferas de Nigeria, causándole importantes daños, pese a la calidad rudimentaria de sus aviones de ataque: North American T-6 Texan, piloteados por portugueses, y Malmö Flygindustri MFI-9B Minicom de fabricación sueca, que el conde Carl Gustav von Rosen condujo contra los centros neurálgicos nigerianos.
Las fuerzas federales nigerianas lanzaron su ofensiva final contra Biafra en la segunda semana de enero de 1970. Tras reunir por última vez a su Gobierno, el líder biafreño Ojukwu cedió el poder a su jefe de Estado Mayor, general Philip Effiong, y el 11 de enero partió en avión rumbo a Costa de Marfil.
Oficialmente el conflicto acabó el día 15 de enero de 1970, cuando Effiong declaró el fin de la existencia del Estado de Biafra y se rindió directamente al general Gowon.
No hubo represalias con los vencidos y el Gobierno de Nigeria trató a los antiguos habitantes de Biafra mejor de lo que esperaban. Visto como había transcurrido la guerra, un cierto grado de reconciliación nacional se logró pasados unos pocos años.
Sin embargo nada pudo borrar las cicatrices, ni tampoco de las retinas los efectos de una cruel guerra civil que costó aproximadamente un millón de vidas, la inmensa mayoría civiles y víctimas directas del hambre.

### Golpe de Estado de 1975
El 29 de julio de 1975, Gowon fue depuesto por un golpe militar, cuando asistía en Kampala (Uganda) a una reunión de la OUA (Organización de la Unidad Africana), siendo reemplazado por el general Murtala Mohammed, quien en octubre de 1975 prometió devolver el poder a los civiles y que se elaboraría un nuevo texto constitucional. Muerto Mohammed en ocasión de una frustrada rebelión de jóvenes oficiales (febrero de 1976), le sucedió en la presidencia el también general Olusegun Obasanjo, que continuó con los planes de su predecesor para restablecer el gobierno civil. En ese mismo año, se crearon siete nuevos estados y se anunció la construcción de una nueva capital en Abuya, en el centro del país, para reemplazar a la superpoblada Lagos.

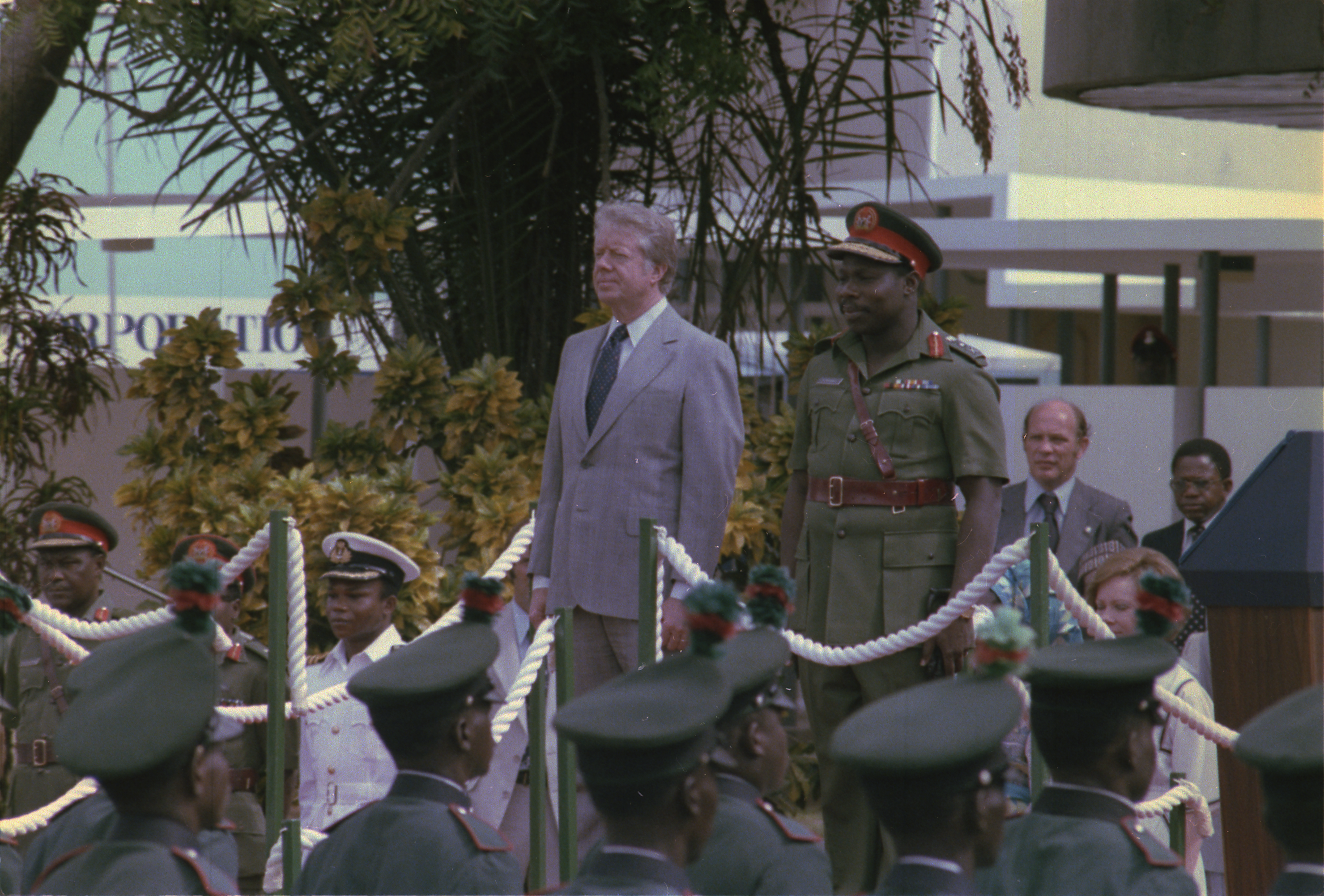
El general Obasanjo con el presidente estadounidense Jimmy Carter, en Lagos, en abril de 1978

En 1977 fue elegida una Asamblea constituyente para discutir el proyecto de la nueva constitución, que es aprobada en septiembre del año siguiente, cuando también es derogada la prohibición sobre la actividad de los partidos políticos. Por otro lado, el gobierno de Obasanjo fue encontrando problemas económicos progresivos que le obligaron a adoptar medidas de “austeridad” que provocaron la oposición estudiantil.

## La Segunda República
Finalmente, en 1979, cinco partidos políticos compitieron en una serie de elecciones en las que Shehu Shagari del Partido Nacional de Nigeria (National Party of Nigeria - NPN) fue elegido presidente. Los cinco partidos obtuvieron representación en la Asamblea Nacional. En agosto de 1983 Shagari y el NPN volvieron a obtener una gran victoria electoral, con una mayoría de bancas en la Asamblea Nacional. Pero, las elecciones se vieron enturbiadas por la violencia y las acusaciones de fraude.

### Golpes de Estado de 1983 y 1985
El golpe de Estado del 31 de diciembre de 1983, encabezado por el general Muhammadu Buhari, acabó nuevamente con el régimen democrático. Otro golpe de Estado en 1985 colocó al general Ibrahim Babangida en el poder. La adopción de una serie de drásticas medidas destinadas a paliar el deterioro económico ocasionó un gran malestar entre la población, reflejado en graves disturbios.
En 1988 se inició un proceso destinado al restablecimiento de un gobierno civil, autorizándose la formación de partidos políticos con vistas a la celebración de elecciones en 1990, pero fueron nuevamente prohibidos en ese mismo año. Aunque Babandiga reafirmó posteriormente su promesa de devolver el poder a los civiles, la apertura democrática se realizó bajo un rígido control. Luego de haber sido disueltas todas las organizaciones políticas existentes, se anunció la creación de dos partidos que serían los únicos que podrían acudir a los comicios presidenciales, el Social Demócrata (Social Democratic Party - SDP) y la Convención Republicana Nacional (National Republican Convention - NRC), ambos financiados y directamente supervisados por el gobierno.

### Golpes de Estado de 1990
En enero de 1990, en lo que se llamó el “golpe suave”, el presidente Babandiga destituyó al jefe del Estado Mayor de las Fuerzas Armadas, general Domkat Bali, considerado el tercer hombre más poderoso del país. El poder de Babandiga aumentó y también la desconfianza de parte de la población, que lo acusaba de querer “islamizar” el país. Aparentemente fue esta la razón que motivó a un grupo de oficiales, encabezados por el mayor Nguasa Orkar, a intentar derrocarlo en abril de 1990 por medio de un golpe de Estado, el séptimo desde la independencia del país. Sin embargo, el golpe fracasó y muchos implicados fueron detenidos y sometidos a juicio. En julio, a pesar de las solicitudes internacionales, 42 de los involucrados en la intentona, entre ellos Nguasa Orkar, fueron ejecutados y en la segunda fase del juicio, de 160 detenidos resultaron 27 condenas a muerte. 

## La Tercera República
En enero de 1993, el gobierno del país fue asumido por el Consejo de Transición y el Consejo de Defensa y Seguridad Nacional. En junio de ese mismo año se celebraron elecciones presidenciales, de las que salió vencedor el líder de la oposición y jefe del Partido Social Demócrata, Moshood Abiola, pero el régimen militar anuló su resultado, encarceló a Abiola y entregó la presidencia al general Sani Abacha.

### Dictadura militar de Abacha
En marzo de 1995 se produjo una nueva intentona golpista y, en noviembre del mismo año, la dictadura militar encabezada por Abacha manda ejecutar a nueve líderes de la etnia ogoni. Tras cumplirse la ejecución, Nigeria quedó aislada internacionalmente: la Unión Europea retiró a sus embajadores del país y éste fue expulsado temporalmente de la Commonwealth (organización que recién volvió a readmitirlo en 1999).
La presión internacional obligó al gobierno de Abacha a dar pasos en pos de la democratización y, en diciembre de 1997, se celebraron elecciones de representantes de los 36 estados de la nación para conformar una Asamblea, en la que venció el Partido Único del Congreso que apoyaba al general Abacha. Pero, la inesperada muerte de éste en junio de 1998 sumió al país en un vacío de poder.

## La Cuarta República
La cúpula militar se ocupó del gobierno hasta la celebración de elecciones legislativas y presidenciales. Los comicios tuvieron lugar en 1999 y dieron la victoria al Partido Democrático Popular (People's Democratic Party - PDP) del expresidente Olusegun Obasanjo, entre acusaciones de fraude electoral por parte de la oposición, acusaciones que volvieron a repetirse tras el nuevo triunfo de Obasanjo y su partido en las elecciones de 2003.
En los últimos tiempos, Nigeria vivió los agitados ocho años de mandato de Olusegun Obasanjo, quien hizo frente a un sinfín de impugnaciones, desbarajustes y quiebras del orden, todo en menoscabo de la estabilidad democrática del país más grande del África negra por población (aproximadamente 148 millones de habitantes, según estimaciones de 2008) y, tras Sudáfrica, el segundo por peso económico.
Así, se sucedieron los conflictos institucionales con la Asamblea Nacional, pese a estar dominada por su propio partido, el PDP, que amagó con destituir a Obasanjo en más de una ocasión; también, las protestas sindicales contra las reformas liberalizadoras de la economía (privatizaciones, desregulaciones), el ajuste financiero, el congelamiento salarial antiinflacionista y la revisión al alza de los precios subvencionados de la gasolina, acciones todas ellas prescritas por el Fondo Monetario Internacional; o el desabastecimiento de combustible, penuria paradójica en un país que siendo el octavo exportador mundial de petróleo se mostraba incapaz de refinar la mayoría del crudo destinado al consumo propio.

### Corrupción y violencia
La corrupción, desaforada, siguió drenando ingentes recursos económicos, tal como expuso anualmente la organización Transparencia Internacional, a pesar de las comisiones anticorrupción montadas por el Ejecutivo y del arresto y encarcelamiento de altas personalidades de la administración pública, dando lugar a procesos sensacionalistas. Y las elecciones generales de abril y mayo de 2003, que revalidaron al oficialismo en el poder, desataron en la oposición -liderada por el All Nigeria Peoples' Party (ANPP), la Alliance for Democracy (AD) y la All Progressives Grand Alliance (APGA)- una catarata de acusaciones de fraude, que los organismos internacionales observadores del proceso no pudieron menos que corroborar parcialmente.
Pero el mayor y más dramático problema que ensombrecía el futuro del país fue la sucesión de explosiones de violencia sectaria que comenzó en los estados del norte a raíz de la imposición de la ley islámica o sharía, y que se extendió a los estados centrales, Plateau en especial, y a los de mayoría yoruba del sudoeste, a la gran ciudad de Ibadán e incluso a la megalópolis costera de Lagos, uno de los corazones financieros del continente. En estos lugares los enfrentamientos armados presentaron características religiosas (musulmanes contra cristianos) y étnicas (yorubas contra hausas y fulanis), aunque en las áreas rurales no dejaron de traslucir luchas por la posesión de unos recursos agropecuarios achicados por el desajuste entre los ritmos del crecimiento demográfico –uno de los más vertiginosos del mundo- y el económico.
A la falta de tolerancia religiosa se le sumó, como causa de conflicto, las importantes reservas de petróleo que tiene Nigeria –descubiertas a fines del periodo colonial- y el consiguiente deseo de controlarlas. Y es que el 90 % de las exportaciones del país se deben al “oro negro”. En la década de 1970 el Gobierno federal aprobó un decreto que le otorgaba el derecho exclusivo sobre la riqueza del suelo y las zonas costeras y firmó lucrativos contratos con multinacionales como Shell, Texaco o Chevron que, a la vez que expoliaban el país, ejercían un gran control sobre sus territorios. En esa década las ventas petrolíferas permitieron que los indicadores económicos subieran, aunque no ocurrió lo mismo en el ámbito social, lo que provocó la indignación de muchas etnias, como los ijaw y los ilaje -mayoritarias en la región donde se da la mayor extracción del crudo (el delta del río Níger)-, que no dudaron en atentar contra los pozos sufriendo la posterior represión por parte de las fuerzas del Gobierno.

#### 2003
Desde 2003 se agravó la situación de inseguridad en las ciudades de Warri y Port Harcourt, por la irrupción de milicias armadas de base tribal que igual cometían atentados contra instalaciones industriales y secuestraban a trabajadores del sector petroquímico como combatían entre sí y contra las fuerzas del orden público. En todo el país, proliferaron las milicias de sesgo tribal y religioso, así como grupos de autodefensa civil dedicados a luchar al margen de la ley contra la delincuencia común, crecida a la par de las luchas reivindicativas. La producción petrolera se vio afectada por las constantes acciones violentas, sumando paros de actividad a los generados por las huelgas obreras. El Ejército mismo compartió una alta responsabilidad en la generación de este estado de anarquía intermitente y localizada al realizar duras operaciones de castigo contra poblaciones donde elementos locales habían dado muerte a miembros de la institución armada.

#### 2004
Entre febrero y mayo de 2004, hasta un millar de personas pereció en venganzas religiosas perpetradas en distintos puntos de los estados de Plateau, mayormente en la ciudad de Yelwa, y Kano. En agosto siguiente el baño de sangre tuvo como escenario Port Harcourt. En febrero de 2006 grupos de cristianos de la ciudad meridional de Onitsha, en el estado de Anambra, masacraron a un centenar de residentes musulmanes en represalia por el asesinato de una veintena de cristianos en Katsina y el también norteño estado de Borno en el curso de unas protestas organizadas por comunidades musulmanas contra la publicación en medios de prensa europeos de unas caricaturas del profeta Mahoma. Cuando el segundo cuatrienio con el PDP en el poder llegaba a su fin, Nigeria debía lamentar la muerte de no menos de 12 000 personas, víctimas todas de los distintos frentes de violencia.

#### Elecciones presidenciales de 2007
En las elecciones presidenciales del 21 de abril de 2007, el candidato apoyado por Obasanjo, Umaru Yar'Adua -musulmán norteño y exgobernador del estado de Katsina-, ganó con el 70% de los votos (24.600.000 votos) según los resultados oficiales publicados el 23 de abril. La elección fue fuertemente criticada por los observadores, así como por los dos principales candidatos de la oposición, Muhammadu Buhari del Partido Popular de Toda Nigeria (All Nigeria Peoples Party - ANPP) y Atiku Abubakar del Congreso para la Acción (Action Congress - AC), quienes alegaron que se había cometido fraude en favor de Yar'Adua. Muchos afirmaron que esta elección fue amañada por Obasanjo, ya quería que su sucesor tuviese los mismos ideales básicos que él poseía como presidente.
Buhari y Abubakar presentaron denuncias para invalidar los resultados electorales, pero el 26 de febrero de 2008 un tribunal rechazó sus demandas.

#### La era de Jonathan (2010 a 2015)
El presidente Yar'Adua murió el 5 de mayo de 2010, siendo sucedido por su vicepresidente Goodluck Jonathan. Por su parte en el delta del Níger las diversas etnias que luchan por territorio, los ijaw formaron la milicia NDPVF que durante los años 1990 y 2000 ha costado la vida de 2000 personas, en 2003 los milicianos alcanzaban los 3000 hombres.
Jonathan ganó las elecciones presidenciales de 2011 y los medios de comunicación internacionales informaron que, a diferencia de elecciones anteriores, las urnas transcurrieron sin problemas y con relativamente poca violencia o fraude electoral. El mandato de Jonathan incluye la exitosa lucha contra el ébola y una recuperación económica que convirtió a Nigeria en la principal potencia económica de África. Desde el punto de vista de la seguridad, por otro lado, cae la ola de terror de Boko Haram, que secuestró a 200 niñas en edad escolar en Chibok en 2014 y puso en evidencia la impotencia del estado nigeriano (alrededor de 100 de las niñas siguen desaparecidas en 2022). Sin embargo, por encima de todo, el mandato de Jonathan representa la apropiación indebida de fondos estatales. Se dice que como resultado se perdieron 20 mil millones de dólares estadounidenses para el estado nigeriano.  El alto nivel de corrupción fue un factor determinante en las elecciones presidenciales de 2015, en las que  Muhammadu Buhari reemplazó al titular Jonathan, que se postulaba para la reelección. Esta es (a partir de 2022) la única instancia en el IV. República donde los votantes nigerianos se negaron a reelegir a un presidente en ejercicio. El partido de Jonathan, el PDP, perdió el poder tras 16 años de gobierno. De todas maneras, Jonathan admitió la derrota.

#### La Era Buhari (2015 a 2023)
Muhammadu Buhari se desempeña actualmente como presidente de Nigeria, desde 2015. Antes de las elecciones generales de 2015, una fusión de los principales partidos de oposición: el Congreso de Acción de Nigeria, el Congreso para el Cambio Progresista, el Partido Popular de Toda Nigeria (una facción de la Gran Alianza de Todos los Progresistas) y el nuevo PDP (un facción de gobernadores en servicio del gobernante Partido Democrático Popular) – formó el Congreso de Todos los Progresistas. Su candidato, el ex dictador Muhammadu Buhari, que previamente participó en las elecciones presidenciales de 2003, 2007 y 2011, ganó por más de dos millones de votos. Los observadores en general elogiaron la elección por ser justa y transparente. En las elecciones presidenciales de 2019, Buhari fue reelegido para un segundo mandato al derrotar a su rival más cercano, Atiku Abubakar.
Como respuesta nigeriana al movimiento Black Lives Matter de Estados Unidos, en 2020, principalmente nigerianos jóvenes, protestaron contra los ataques policiales. El Escuadrón Especial Antirrobo (SARS) fue particularmente criticado. El gobierno disolvió la unidad y prometió mejorar las condiciones. Sin embargo, durante una manifestación en octubre de 2020, las fuerzas de seguridad dispararon contra decenas de personas. La situación de seguridad mejoró ligeramente en 2022, cuando Boko Haram, cuyas milicias aterrorizaron el norte de Nigeria durante años y devastaron regiones enteras, se disolvió en gran medida, con la rendición de aproximadamente 40.000 combatientes.
La administración de Buhari en 2022 puede atribuirse el mérito de haber renovado y construido nuevas carreteras, puertos, puentes y vías férreas como ningún gobierno anterior. En el caso de los recursos nacionales como el petróleo y el arroz, ha atraído o establecido con éxito industrias de procesamiento (por ejemplo, la refinería de Dangote, el molino de arroz de Imota).

#### Elecciones presidenciales del 2023
Por primera vez en la IV República, tres candidatos prometedores se enfrentaron en las elecciones presidenciales de febrero de 2023: Bola Tinubu del partido gobernante Congreso de Todos los Progresistas, Atiku Abubakar del Partido Democrático Popular y Peter Obi del Partido Laborista. Además, por primera vez en el IV. República, ningún oficial o ex gobernante militar se postuló para presidente. Peter Obi, anteriormente el exitoso gobernador del estado de Anambra, estuvo muy por delante en las encuestas de opinión (hasta octubre de 2022). Atraía principalmente a votantes jóvenes urbanos y tenía su base principal en el sureste. No obstante, finalmente fue Bola Tinubu quien obtuvo la victoria.